# 外東邑
外東邑（：／ Oedong eup */?）是大韩民国庆尚北道庆州市下辖的一个邑。它的面積約為139平方公里

## 主要设施
- 入室初等學校
- 泰華高等學校
- 東海線外東信號場